# Henricia microplax
Henricia microplax är en sjöstjärneart som beskrevs av Fisher 1917. Henricia microplax ingår i släktet Henricia och familjen krullsjöstjärnor.
Artens utbredningsområde är Filippinerna. Inga underarter finns listade i Catalogue of Life.